# Брумьола
Брумьола (на шведски: Bromölla) е град в южна Швеция, лен Сконе. Главен административен център на едноименната община Брумьола. Разположен е на южния бряг на езерото Ивьошьон на 2 km от западния бряг на Балтийско море. Намира се на около 400 km на югозапад от столицата Стокхолм и на около 110 km на североизток от Малмьо. Има жп гара. Производство на санитарен фаянс. Населението на града е 7595 жители според данни от преброяването през 2010 г.